# Goudex
Goudex ist eine französische Gemeinde mit 40 Einwohnern (Stand 1. Januar 2022) im Département Haute-Garonne in der Region Okzitanien (zuvor Midi-Pyrénées). Die Einwohner werden als Goudessois bezeichnet.

## Geographie
Umgeben wird Goudex von den fünf Nachbargemeinden:
| Saint-Lizier-du-Planté | Montpézat                                   |          |
| Mauvezin               | Kompassrose, die auf Nachbargemeinden zeigt |          |
| Ambax                  |                                             | Sénarens |

## Bevölkerungsentwicklung
| Jahr                      | 1962 | 1968 | 1975 | 1982 | 1990 | 1999 | 2007 | 2013 | 2016 | 2019 |
| ------------------------- | ---- | ---- | ---- | ---- | ---- | ---- | ---- | ---- | ---- | ---- |
| Einwohner                 | 52   | 54   | 47   | 48   | 47   | 43   | 41   | 49   | 50   | 43   |
| Quelle: Cassini und INSEE |      |      |      |      |      |      |      |      |      |      |

## Sehenswürdigkeiten
- Kirche St-Pierre, erbaut im 18. Jahrhundert